# Moški pevski zbor KUD Triglav Duplje
Moški pevski zbor KUD Triglav Duplje je eden najstarejših še delujočih pevskih zborov v Sloveniji. 
Začetki moškega pevskega zbora Kulturnega društva Triglav Duplje segajo v leto 1929, ko so se skupaj zbrali fantje iz vasi Duplje pri Tržiču. Takrat KUD Triglav Duplje še ni obstajalo. Nekaj mož se je zbralo in na povabilo šolskega upravitelja Alojza Nečimra pelo v šolskem pevskem zboru. Kmalu se jim je pridružilo še več pevcev. Jeseni leta 1931 so imeli prvi resen koncert. Naslednje leto so postali pevska sekcija gasilskega društva Duplje. Kmalu pa so se odcepili od teh organizacij in ustanovili svoj pevski zbor, ki so ga poimenovali Dupljanski zvon. Ta je deloval od 21. septembra leta 1940. Leto kasneje je bilo v zboru 31 pevcev. Zborovodju Alojzu Nečimru je oblast med vojno prepovedala delovanje, zato je vodenje prevzel Edo Ošabnik. Med vojno je zbor, kljub pomanjkanju pevcev, ki so odšli v vojsko, naprej pel. 
Pevski zbor se je leta 1948 združil z dupljansko sindikalno organizacijo. Leto kasneje so postali sekcija Sindikalno kulturno-umetniškega društva France Prešeren Kranj. Leta 1951 pa je bilo ustanovljeno Kulturno-umetniško društvo Triglav Duplje, v okviru katerega zbor deluje še danes, in sicer pod imenom Moški pevski zbor KUD Triglav Duplje.

### Nastopi in projekti
Zbor je pripravil koncerte za skoraj vse obletnice delovanja, torej za 25, 30, 35, 40, 45, 50, 60, 75, 80, 85 in 90 let delovanja. 
Marca leta 1955 so pripravili koncert ob 25-letnici delovanja. Pet let kasneje, leta 1960 so pripravili jubilejni koncert za 30 let prepevanja, ob katerem so izdali tudi kroniko zbora. O tem koncertu je pisal tudi časnik Ljudska pravica. 
Ob 35-letnici delovanja 1964 je zbor pripravil koncert. Takrat je v zboru pelo 40 pevcev. 
Leta 1971 je zbor prevzel Franci Šarabon iz Tržiča. Tudi sam je bil odličen pevec (kasneje je pel pri kvintetu Gorenjci). Zbor je povzdignil na višji nivo in jih pripravil za kvalitetne nastope izven občine. Z njimi je leta 1980 pripravil veliki koncert ob 50-letnici delovanja. Ob tej priložnosti je zbor prejel tudi veliko Prešernovo plaketo občine Kranj. 
Leta 1962 so pod vodstvom Eda Ošabnika skupaj z Moškim pevskim zborom Svoboda iz Stražišča odšli peti Slovencem na Koroškem. Imeli so koncert v Logi vasi nad Vrbo pri Vrbskem jezeru. Časopis Slovencev na Koroškem Slovenski vestnik je zapisal, da to ni bilo le srečanje s pevci iz druge strani, ampak prisrčno srečanje pevcev in domačinov, koroških Slovencev in sodeželanov, ki niso znali slovenskega jezika, pa so uživali ob lepi pesmi. Bilo je resnično bratovsko srečanje. 
Zbor se je vedno rad odzval na vsa povabila. Peli so na občinskih revijah, večkrat so bili gosti na proslavi ob spominu na talce na Bistriškem klancu. 
Več let so se pripravljali in sodelovali na tradicionalnih srečanjih pevskih zborov v Šentvidu pri Stični, kjer se zberejo zbori iz vse Slovenije in zamejstva ter se družijo in prepevajo.
Vsako leto na 26. decembra se pridružijo Ženskemu pevskemu zboru Dupljanke, pri pripravi tradicionalnega božičnega koncerta v cerkvi sv. Vida v Spodnjih Dupljah.  
Na predvečer slovenskega kulturnega praznika, so se več let dobili pred lipo v Zgornjih Dupljah in pripravili manjši koncert, po katerem jih je v hiši z domačim imenom pr' Bidet, čakala pogostitev in veselo druženje. 
Zbor se nikoli ni branil nastopati niti na partizanskih prireditvah, zato je večkrat nastopal na spominskih svečanostih v Naklem. Bili so tudi med udeleženci tradicionalnega koncerta partizanskih in uporniških pesmi na Visokem.
Leta 2020 je zbor izdal knjižico ob 90-letnici delovanja, kjer je opisana vsa njihova zgodovina in prigode. Napisal in uredil jo je Jože Košnjek. Zaradi epidemije pa niso mogli prirediti jubilejnega koncerta. Zato so počakali dve leti in leta 2022 pripravili praznovanje v dvorani Gasilskega doma Duplje.

### Zborovodje
V zboru se je skozi zgodovino zamenjalo več zborovodij. Na tem mestu je trenutno operni pevec in učitelj solo petja Dejan Heraković. Prej pa so zbor vodili: 
- Alojz Nečimer
- Maks Lajovic
- Edo Ošabnik
- Oto Zazvonil
- Leon Janškovec
- Marija Petek
- Rudi Triler
- Marjan Eržen
- Karel Gaber
- Franci Šarabon
- Joža Mohar
- Maja Škrjanc
- Andrej Zupan
- Maja Nosan
- Nada Kranjčan